# Load Control
Als Load Control bzw. Ladesteuerung bezeichnet man in der Luftfahrt einen Teilprozess der Flugzeugabfertigung. In der Regel fallen unter den Begriff sämtliche Tätigkeiten zur Ladeplanung, -überwachung und -dokumentation.

## Überblick
Bevor ein Flugzeug abheben kann, muss eine Vielzahl an Tätigkeiten verrichtet werden. Einige davon sind für den Fluggast von außen ersichtlich; zum Beispiel die Betankung oder die Verladung von Koffern, Fracht und Post. Andere Vorbereitungen laufen im Hintergrund ab.
Eine willkürliche Verteilung von Gästen in der Kabine und von Gepäckstücken und Fracht im Laderaum würde im schlimmsten Fall zu einer kritischen Schwerpunktlage und zum Absturz der Maschine führen. Aus diesem Grund zählt Load Control zu einem der wichtigsten Prozesse der Flugzeugabfertigung. Ohne Loadsheet ist kein Flugzeug in der Lage, sicher abzuheben.

## Prozess der Ladesteuerung
Die für den Prozess Load Control eingesetzten Menschen werden als Load Controller oder Load Control Agents bezeichnet. Sie sammeln bereits Stunden vor dem Abflug alle verfügbaren Daten zum Flug: Anzahl an Crewmitgliedern, gebuchte Gäste, gebuchte Fracht, die voraussichtliche Anzahl an Koffern, die benötigte Menge an Kraftstoff sowie die Zuladung an Wasser, Verpflegung und sonstigem an Bord benötigen Material (zum Beispiel Catering für den Rückflug). Mit Hilfe dieser Daten erstellen sie eine Ladeplanung, die einen sicheren Start, einen stabilen und wirtschaftlichen Flug und eine sichere Landung ermöglichen muss. Zu beachten sind dabei unter anderem die strukturellen Limits des Flugzeugherstellers oder die Verladbarkeit von Gefahrgütern und Tieren.
Die Ladeplanung wird dann in einen Ladeplan übersetzt, welcher zum Zeitpunkt der Abfertigung an das Ladepersonal übergeben wird. Bei Abweichungen (zum Beispiel Anlieferung von mehr oder weniger Koffern als geplant) erfolgt eine Rücksprache zwischen Ladepersonal und Load Controller. Außerdem wird die Ladeplanung um aktuelle Daten ergänzt, zum Beispiel die endgültige Menge an Kraftstoff oder die Sitzverteilung der Gäste. Mit den finalen Daten wird letztlich das Loadsheet erstellt, welches dem PIC (Pilot in Command) eine Übersicht aller Transportgüter und Gäste an Bord liefert. Zusätzlich enthält es wichtige Daten zur Schwerpunktlage des Flugzeugs, nach denen der Pilot seine Maschine "trimmen" muss.

## Unterstützung durch EDV
Piloten von Sportflugzeugen erstellen in der Regel vor dem Abflug ein "Handloadsheet" auf Vordrucken des Flugzeugherstellers. Auch eine Boeing 747 ließe sich theoretisch auf diesem Wege abfertigen, allerdings ist dieses Verfahren sehr zeitaufwendig. Aus diesem Grunde setzen nahezu alle Fluggesellschaften EDV-Systeme ein.